# Copa Mundial de Béisbol Sub-23 de 2024
La Copa Mundial de Béisbol Sub-23 2024 fue una competición de béisbol internacional que se disputó en China, comenzando el 6 de septiembre y finalizando el 15 de septiembre del 2024.

## Participantes
Los siguientes 12 equipos calificaron para el torneo, según la distribución de cupos:
| Competición                                  | Fecha                        | Sede            | Plazas | Clasificados                                                |
| -------------------------------------------- | ---------------------------- | --------------- | ------ | ----------------------------------------------------------- |
| País anfitrión                               |                              | China           | 1      | China (24)                                                  |
| Campeonato Europeo de Béisbol Sub-23 de 2023 |                              | Wiener Neustadt | 2      | Reino Unido (18) Países Bajos (7)                           |
| Campeonato Panamericano de Béisbol Sub-23    |                              | Managua         | 4      | Colombia (11) Nicaragua (17) Puerto Rico (10) Venezuela (5) |
| Campeonato Asiático de Béisbol BFA           | 3 al 12 de diciembre de 2023 | Taipei          | 3      | Japón (1) China Taipéi (3) Corea del Sur (6)                |
| Serie de Clasificación de Oceanía            | 9 al 14 de noviembre de 2023 | Sydney          | 1      | Australia (15)                                              |
| Cupo África                                  |                              |                 | 1      | Sudáfrica (31)                                              |
| TOTAL                                        |                              |                 | 12     |                                                             |

- Posición del ranking al 3 de septiembre de 2024. [5]

## Sistema de competición
El torneo contó con tres fases divididas de la siguiente manera:
- Primera ronda: Los doce participantes fueron divididos en dos grupos de 6 equipos cada uno, clasificando a la Súper Ronda los tres primeros de cada grupo, mientras que los tres últimos de cada grupo disputaron una ronda de Consolación para definir su posición en el torneo.

- Ronda de consolación: Los tres equipos eliminados del grupo 1 de la primera fase se enfrentaron contra cada uno de los tres equipos eliminados del grupo 2, sumándose así los 3 juegos de cada equipo en esta ronda y los dos juegos en la primera ronda contra los otros dos equipos eliminados de su mismo grupo, para definir su posición en el torneo del puesto 7° al 12°.

- Súper ronda: Los tres equipos clasificados del grupo 1 de la primera fase se enfrentaron contra cada uno de los tres equipos clasificados del grupo 2, sumándose así los 3 juegos de cada equipo en esta ronda y los dos juegos en la primera ronda contra los otros dos equipos clasificados de su mismo grupo, para definir su posición en el torneo del 5° al 6°

- Finales: El equipo que finalizó en el 1° lugar de la Súper Ronda se enfrentó ante el equipo del 2° lugar por la medalla de oro y plata, mientras el 3° y 4° lugar se enfrentaron por la medalla de bronce.

## Sedes
| Estadio                                                    | Aforo | Ciudad   |
| ---------------------------------------------------------- | ----- | -------- |
| Centro Cultural Deportivo de Béisbol y Softbol de Shaoxing |       | Shaoxing |

## Ronda de Apertura
Disputada del 6 al 10 de septiembre en cinco jornadas.

### Grupo A
| Equipo      | G | P | Av   | Dif | CA | CP |
| ----------- | - | - | ---- | --- | -- | -- |
| Puerto Rico | 4 | 1 | .800 | -   | 29 | 15 |
| Japón       | 4 | 1 | .800 | -   | 18 | 9  |
| China       | 3 | 2 | .600 | 1   | 17 | 17 |
| Australia   | 3 | 2 | .600 | 1   | 24 | 26 |
| Colombia    | 1 | 4 | .200 | 3   | 14 | 22 |
| Reino Unido | 0 | 5 | .000 | 4   | 23 | 36 |

- China y Australia quedan empate en ganados y perdidos. China clasifica a Súper Ronda por ganar el partido directo entre ambos acorde a criterio número 2 de desempate.

     – Clasificados a la Súper Ronda.

     – Juegan la Ronda de Consolación.
| Fecha            | Juego | Hora  | Visitante   | Resultado | Local       |
| ---------------- | ----- | ----- | ----------- | --------- | ----------- |
| 6 de septiembre  | 2     | 10:00 | Australia   | 4 - 2     | Colombia    |
| 6 de septiembre  | 5     | 19:00 | China       | 5 - 3     | Reino Unido |
| 6 de septiembre  | 6     | 19:00 | Puerto Rico | 6 - 1     | Japón       |
| 7 de septiembre  | 9     | 14:30 | China       | 0 - 2     | Japón       |
| 7 de septiembre  | 10    | 14:30 | Reino Unido | 4 - 6     | Colombia    |
| 7 de septiembre  | 12    | 19:00 | Puerto Rico | 4 - 5     | Australia   |
| 8 de septiembre  | 13    | 10:00 | Colombia    | 3 - 4     | China       |
| 8 de septiembre  | 15    | 14:30 | Reino Unido | 3 - 8     | Puerto Rico |
| 8 de septiembre  | 18    | 19:00 | Japón       | 4 - 1     | Australia   |
| 9 de septiembre  | 20    | 10:00 | China       | 4 - 8     | Puerto Rico |
| 9 de septiembre  | 21    | 14:30 | Reino Unido | 12 - 13   | Australia   |
| 9 de septiembre  | 24    | 19:00 | Colombia    | 1 - 7     | Japón       |
| 10 de septiembre | 26    | 10:00 | Australia   | 1 - 4     | China       |
| 10 de septiembre | 28    | 14:30 | Puerto Rico | 3 - 2     | Colombia    |
| 10 de septiembre | 29    | 19:00 | Japón       | 4 - 1     | Reino Unido |

### Grupo B
| Equipo        | G | P | Av    | Dif | CA | CP |
| ------------- | - | - | ----- | --- | -- | -- |
| Nicaragua     | 5 | 0 | 1.000 | -   | 23 | 7  |
| Venezuela     | 3 | 2 | .600  | 2   | 30 | 19 |
| Corea del Sur | 3 | 2 | .600  | 2   | 18 | 18 |
| Países Bajos  | 2 | 3 | .400  | 3   | 28 | 22 |
| China Taipéi  | 2 | 3 | .400  | 3   | 23 | 14 |
| Sudáfrica     | 0 | 5 | .000  | 5   | 4  | 46 |

     – Clasificados a la Súper Ronda.

     – Juegan la Ronda de Consolación.
| Fecha            | Juego | Hora  | Visitante     | Resultado | Local         |
| ---------------- | ----- | ----- | ------------- | --------- | ------------- |
| 6 de septiembre  | 1     | 10:00 | Sudáfrica     | 1 - 8     | Nicaragua     |
| 6 de septiembre  | 3     | 14:30 | Corea del Sur | 3 - 1     | China Taipéi  |
| 6 de septiembre  | 4     | 14:30 | Países Bajos  | 9 - 10    | Venezuela     |
| 7 de septiembre  | 7     | 10:00 | Nicaragua     | 3 - 2     | Venezuela     |
| 7 de septiembre  | 8     | 10:00 | Corea del Sur | 6 - 1     | Sudáfrica     |
| 7 de septiembre  | 11    | 19:00 | Países Bajos  | 7 - 5     | China Taipéi  |
| 8 de septiembre  | 14    | 10:00 | Sudáfrica     | 0 - 10    | Venezuela     |
| 8 de septiembre  | 16    | 14:30 | Países Bajos  | 1 - 4     | Corea del Sur |
| 8 de septiembre  | 17    | 19:00 | Nicaragua     | 4 - 3     | China Taipéi  |
| 9 de septiembre  | 19    | 10:00 | Venezuela     | 8 - 4     | Corea del Sur |
| 9 de septiembre  | 22    | 14:30 | Nicaragua     | 1 - 0     | Países Bajos  |
| 9 de septiembre  | 23    | 19:00 | China Taipéi  | 11 - 0    | Sudáfrica     |
| 10 de septiembre | 25    | 10:00 | Nicaragua     | 7 - 1     | Corea del Sur |
| 10 de septiembre | 27    | 14:30 | Sudáfrica     | 2 - 11    | Países Bajos  |
| 10 de septiembre | 30    | 19:00 | China Taipéi  | 3 - 0     | Venezuela     |

## Ronda de consolación
Disputada del 12 al 14 de septiembre por los equipos que no clasificaron a la Súper ronda para definir su posición en el torneo. Se inicia la fase con los resultados de enfrentamientos directos.
| Equipo       | G | P | Av   | Dif | CA | CP |
| ------------ | - | - | ---- | --- | -- | -- |
| Países Bajos | 4 | 1 | .800 | -   | -  | -  |
| China Taipéi | 3 | 2 | .600 | 1   | -  | -  |
| Australia    | 3 | 2 | .600 | 1   | -  | -  |
| Colombia     | 2 | 3 | .400 | 2   | -  | -  |
| Reino Unido  | 2 | 3 | .400 | 2   | -  | -  |
| Sudáfrica    | 1 | 4 | .200 | 3   | -  | -  |

| Fecha            | Juego | Hora  | Visitante    | Resultado | Local        |
| ---------------- | ----- | ----- | ------------ | --------- | ------------ |
| 12 de septiembre | 31    | 10:00 | Reino Unido  | 6 - 8     | Sudáfrica    |
| 12 de septiembre | 33    | 14:30 | China Taipéi | 10 - 0    | Colombia     |
| 12 de septiembre | 34    | 14:30 | Países Bajos | 3 - 2     | Australia    |
| 13 de septiembre | 37    | 10:00 | Reino Unido  | 2 - 1     | Países Bajos |
| 13 de septiembre | 38    | 10:00 | Sudáfrica    | 3 - 12    | Colombia     |
| 13 de septiembre | 39    | 14:30 | China Taipéi | 4 - 3     | Australia    |
| 14 de septiembre | 43    | 10:00 | Colombia     | 3 - 7     | Países Bajos |
| 14 de septiembre | 44    | 10:00 | Sudáfrica    | 2 - 9     | Australia    |
| 14 de septiembre | 45    | 14:30 | Reino Unido  | 2 - 1     | China Taipéi |

## Super Ronda
Disputada del 12 al 14 de septiembre por los tres primeros equipos de cada grupo en la primera ronda. Se inicia la fase con los resultados de enfrentamientos directos.
| Equipo        | G | P | Av    | Dif | CA | CP |
| ------------- | - | - | ----- | --- | -- | -- |
| Puerto Rico   | 5 | 0 | .1000 | -   | -  | -  |
| Japón         | 4 | 1 | .800  | 1   | -  | -  |
| China         | 2 | 3 | .400  | 3   | -  | -  |
| Nicaragua     | 2 | 3 | .400  | 3   | -  | -  |
| Corea del Sur | 1 | 4 | .200  | 4   | -  | -  |
| Venezuela     | 1 | 4 | .200  | 4   | -  | -  |

     – Juegan la final del Campeonato Mundial.

     – Juegan por el 3.º Puesto.
| Fecha            | Juego | Hora  | Visitante     | Resultado | Local         |
| ---------------- | ----- | ----- | ------------- | --------- | ------------- |
| 12 de septiembre | 32    | 10:00 | China         | 2 - 7     | Corea del Sur |
| 12 de septiembre | 35    | 19:00 | Puerto Rico   | 1 - 0     | Nicaragua     |
| 12 de septiembre | 36    | 19:00 | Venezuela     | 1 - 5     | Japón         |
| 13 de septiembre | 40    | 14:30 | Japón         | 9 - 1     | Nicaragua     |
| 13 de septiembre | 41    | 19:00 | Corea del Sur | 1 - 3     | Puerto Rico   |
| 13 de septiembre | 42    | 19:00 | China         | 6 - 5     | Venezuela     |
| 14 de septiembre | 46    | 14:30 | Venezuela     | 0 - 3     | Puerto Rico   |
| 14 de septiembre | 47    | 19:00 | Corea del Sur | 1 - 2     | Japón         |
| 14 de septiembre | 48    | 19:00 | China         | 4 - 0     | Nicaragua     |

## Tercer lugar
Se disputó el 15 de septiembre 09:00
| Equipo    | 1 | 2 | 3 | 4 | 5 | 6 | 7 | C | H | E |
| --------- | - | - | - | - | - | - | - | - | - | - |
| Nicaragua | 2 | 0 | 1 | 0 | 0 | 0 | 0 | 3 | 6 | 0 |
| China     | 0 | 0 | 1 | 0 | 0 | 0 | 0 | 1 | 5 | 0 |

LG: Stanling Orozco  LP: Yujun Lin  SV: Bryan Torres  

## Final
Se disputó el 15 de septiembre 09:00
| Equipo      | 1 | 2 | 3 | 4 | 5 | 6 | 7 | C | H | E |
| ----------- | - | - | - | - | - | - | - | - | - | - |
| Japón       | 2 | 0 | 0 | 0 | 0 | 2 | 1 | 5 | 6 | 1 |
| Puerto Rico | 0 | 0 | 0 | 0 | 0 | 0 | 0 | 0 | 6 | 2 |

LG: Kosei Nagakubo  LP: Luis Andrés Rivera  SV: Kosuke Sasamori  

## Posiciones finales
La tabla muestra la posición final de los equipos y el récord.
| Pos                            | Equipo        | Récord |
| ------------------------------ | ------------- | ------ |
|                                | Japón         | 8 - 1  |
|                                | Puerto Rico   | 7 - 2  |
|                                | Nicaragua     | 6 - 3  |
| 4                              | China         | 5 - 4  |
| Eliminados en la súper ronda   |               |        |
| 5                              | Corea del Sur | 4 - 4  |
| 6                              | Venezuela     | 3 - 5  |
| Eliminados en la primera ronda |               |        |
| 7                              | Países Bajos  | 4 - 4  |
| 8                              | China Taipéi  | 4 - 4  |
| 9                              | Australia     | 4 - 4  |
| 10                             | Colombia      | 2 - 6  |
| 11                             | Reino Unido   | 2 - 6  |
| 12                             | Sudáfrica     | 1 - 7  |